# Se Eu Fosse Você 2
Se Eu Fosse Você 2 é um filme brasileiro de 2009, do gênero comédia romântica, dirigido por Daniel Filho e estrelado por Glória Pires e Tony Ramos. É a continuação do filme Se Eu Fosse Você, comédia nacional de 2006.

## Elenco
Abaixo o elenco principal do filme.
- Glória Pires como Helena
- Tony Ramos como Cláudio
- Isabelle Drummond como Bia
- Cássio Gabus Mendes como Nelsinho
- Vivianne Pasmanter como Carla Bonde
- Bernardo Mendes como Olavinho
- Maria Luísa Mendonça como Denise
- Chico Anysio como Olavo
- Adriane Galisteu como Marina
- Marcos Paulo como João Paulo
- Ary Fontoura como Padre Henrique
- Maria Gladys como Cida
- Carlos Bonow como professor de hip hop
- Maria Maya como vendedora#1
- Renata Batista como vendedora#2

## Recepção
Érico Borgo em sua crítica para o Omelete escreveu: "[A] continuação traz alguma novidade, mas insiste nos erros do original (...) se o desfecho já é conhecido desde o primeiro quadro, como se o longa fosse um esquete de Zorra Total, ao menos dá pra recostar-se na cadeira e aturar a duração da fita com uma ou outra piada melhorzinha. Só que a burrice dos protagonistas é transmissível, aparentemente (...) Nada contra repetir fórmulas ou fazer sequências, mas se o cinema nacional, nessa assumida (e justa) busca de bilheterias mais gordas, precisa mesmo buscar inspiração lá fora, que ao menos o faça copiando apenas os acertos alheios".

## Sequência

### Sequência de 2010
Em 2010 Daniel Filho confirmou a produção do terceiro filme da franquia, com o lançamento previsto originalmente para 2011. A ideia do roteiro era que os protagonistas iam trocar de corpos com suas versões crianças. O filme acabou sendo adiado ano a ano, ganhando datas para estreia em 2012, 2013, 2014 e 2015, mas a produção nunca chegou a sair do papel. Em 2018, enfim, foi revelado que a sequência foi cancelada.

### Sequência de 2024
As gravações de Se Eu Fosse Você 3 começaram em julho de 2024 e marcam o retorno de Tony Ramos ao cinema após ter passado por cirurgia em maio. A comédia romântica será gravada na cidade de Miguel Pereira, no Rio de Janeiro.

## Ver Também
- Moglie e marito - filme italiano de 2017 com o mesmo argumento.